# Refugi de Trient
El refugi de Trient (en francès: cabane du Trient) és un refugi d'alta muntanya dels Alps, a la zona suïssa del massís del Mont Blanc, a sobre del poble de Trient. Es troba a mig camí entre les localitats de Martigny (Valais) i Chamonix (Alta Savoia) a una altitud de 3,170 m, penjat a sobre d'una roca de la Glacera del Trient. S'hi pot arribar a peu amb coneixements d'alpinisme de glacera.

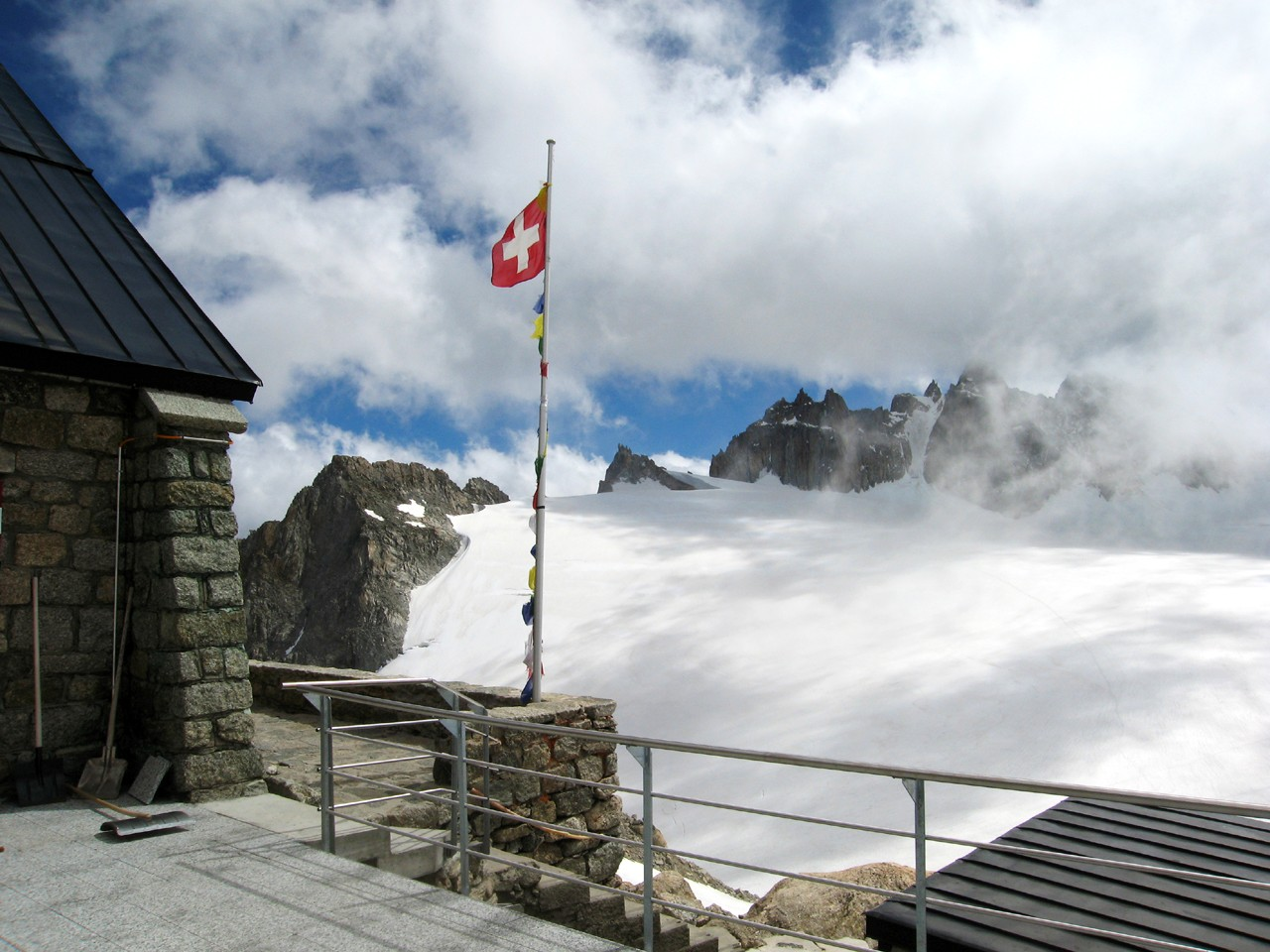
Vista de la Glacera del Trient des del refugi

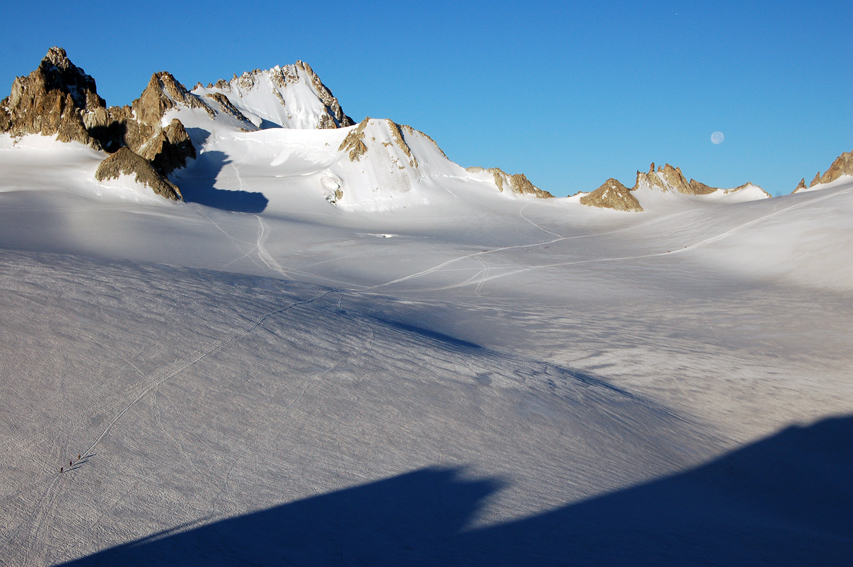
Glacera del Trient i Aiguilles Dorées (esquerre)

Des del refugi es pot accedir als refugis Albert Primer i el d'Argentière (Alta Savoia), així com al refugi de Saleina (Valais) al peu de l'Agulla d'Argentière. El refugi és mantingut pel Club Alpí Suís (CAS), i té 130 llits. És una base popular per als alpinistes que exploren l'àrea, p. ex. l'Aiguille du Tour, etc.